# کروسنووو
کروسنووو (به لهستانی:  Krosnowo) یک روستا در لهستان است که در گمینا بوژتوخوم واقع شده‌است.
 کروسنووو  ۲۰۴ نفر جمعیت دارد.